# Oštrice
Oštrice falu Horvátországban Varasd megyében. Közigazgatásilag Novi Marofhoz tartozik.

## Fekvése
Varasdtól 14 km-re délre, községközpontjától 3 km-re északkeletre a Bednja bal partján fekszik.

## Története
Oštrice kápolnáját 1641-ben említik először, amely a mai templomhoz hasonlóan Szent Fábián és Sebestyén vértanúk tiszteletére volt szentelve. A hagyomány szerint egykor nagy pestisjárvány pusztított a faluban, melyben sok ember és állat elpusztult. A falu népe ezután emelte a kápolnát fogadalomból. Az első kápolna még fából készült, később téglából építették át. Az egyházi vizitáció 1706-ban ad először részleges leírást róla megemlítve, hogy a kápolnának szentélye, hajója, sekrestyéje és tornya is van. Szentélye és hajója boltozott, fekvése kelet-nyugati, mellette pedig temető található. Erről a régi kápolnáról az utolsó leírás az 1761-es vizitációban szerepel. A következő leírás csak az 1822-es vizitációban olvasható, amely szerint a faluban már egy téglából épített szép, jó állapotú templom állt. Építése idejéről nem történik említés. A főbejárat zárókövén a vastag mészréteg alól az 1779-es évszám bukkant elő, mely dátum elég valószínű. A feltételezések szerint az építés ideje összefüggésben van a remetineci kolostor építésével, amelynek kezdete 1773-ra vagy 1774-re tehető. Építőmestere valószínűleg ugyanaz volt, mint a kolostoré. A templomról az első részletes leírás az 1841-es vizitációban olvasható. A plébánia épületét 1849-ben emelték. A templomot 1880-ban földrengés rongálta meg, mely után 1898-ban megújították.
A falunak 1857-ben 428, 1910-ben 535 lakosa volt. A trianoni békeszerződésig Varasd vármegye Novi Marofi járásához tartozott. 1969-ben a falut újabb földrengés sújtotta, amely a templomot is megrongálta olyannyira, hogy 1970-ben be kellett zárni. A megújítási munkálatok 1977-ben fejeződtek be. 2001-ben a falunak 145 háza és 494 lakosa volt.

## Nevezetességei
- Szent Fábián és Sebestyén vértanúk tiszteletére szentelt plébániatemploma 1779-ben épült barokk stílusban. Ivan Kerner varasdi festőművész festette ki 1801 és 1803 között. Története során többször megújítoták.